# Medal Służby w Siłach Zbrojnych
Medal Służby w Siłach Zbrojnych (ang. Armed Forces Service Medal) – odznaczenie Sił Zbrojnych Stanów Zjednoczonych ustanowione 11 stycznia 1996 roku rozporządzeniem wykonawczym prezydenta Billa Clintona dla uhonorowania żołnierzy amerykańskich, którzy służyli podczas operacji wojskowych, dla których nie ustanowiono osobnego odznaczenia.

## Opis
Awers medalu przedstawia pochodnię trzymaną przez Statuę Wolności, spod której rozchodzą się promienie słoneczne. Nad rysunkiem znajduje się łukowaty napis ARMED FORCES SERVICE MEDAL. Na rewersie widnieje orzeł znajdujący się na pieczęci Departamentu Obrony Stanów Zjednoczonych. Poniżej wieniec laurowy z napisem IN PURSUIT OF DEMOCRACY.
Wstążka medalu ma szerokość 1 3/8 cala i składa się z dziewięciu pionowych pasów w kolorach: błękitnym pośrodku, później po obu stronach złotym, dalej jasnozielonym, ciemnozielonym i znowu złotym na krawędziach.

## Operacje kwalifikujące do odznaczenia
Źródło:
| Nazwa                                                                                            | Od                | Do               |
| ------------------------------------------------------------------------------------------------ | ----------------- | ---------------- |
| Operacja Maritime Monitor                                                                        | 1 czerwca 1992    | 1 grudnia 1992   |
| Operacja Provide Promise                                                                         | 2 czerwca 1992    | 15 lutego 1996   |
| Operacja Deny Flight                                                                             | 12 kwietnia 1993  | 2 grudnia 1995   |
| Operacja Sharp Guard                                                                             | 15 czerwca 1993   | 20 września 1996 |
| Task Force Able Sentry we wsparciu United Nations Preventive Deployment Force                    | 12 lipca 1993     | 31 marca 1999    |
| Operacja Uphold Democracy                                                                        | 1 kwietnia 1995   | 31 January 2000  |
| Operacja Joint Endeavor                                                                          | 20 listopada 1995 | 19 grudnia 1996  |
| Operacja Provide Comfort                                                                         | 1 grudnia 1995    | 31 grudnia 1996  |
| Operacja Joint Guard                                                                             | 20 grudnia 1996   | 20 czerwca 1998  |
| Operacja Joint Forge                                                                             | 21 czerwca 1998   | 2 grudnia 2004   |
| Likwidacja skutków huraganu Katrina i Rita                                                       | 27 sierpnia 2005  | 27 lutego 2006   |
| Operacja Jump Start                                                                              | 15 maja 2006      | 15 lipca 2008    |
| Operacja Unified Response                                                                        | 14 stycznia 2010  | 1 czerwca 2010   |
| Operacja United Assistance                                                                       | 16 września 2014  | 30 czerwca 2015  |
| Operacja Oaken Steel                                                                             | 12 lipca 2016     | 26 stycznia 2017 |
| Operacja Faithful Patriot                                                                        | 7 kwietnia 2018   | nie sprecyzowano |
| Likwidacja skutków pandemii COVID-19                                                             | 31 stycznia 2020  | nie sprecyzowano |
| Operacja Capital Response I i Capital Response II oraz ochrona inauguracji prezydenta Joe Bidena | 6 stycznia 2021   | nie sprecyzowano |
| Operacja Allies Refuge i Allies Welcome                                                          | 31 sierpnia 2021  | 1 kwietnia 2022  |